# Доња Црнућа
Доња Црнућа је насеље у Србији у општини Горњи Милановац у Моравичком округу. Према попису из 2022. било је 208 становника.
Овде се налазе Стари споменици на сеоском гробљу у Доњој Црнући (општина Горњи Милановац) и Крајпуташ на раскрсници у Доњој Црнући.

## Историјат
Горња и Доња Црнућа раније су била спојена у једно село под називом Црнућа, успостављено надомак предсловенског насеља. Основано је на месту познатом као Градина, на којем су пронађени и остаци Јерининог града. Црнућа се у списима најраније појављује 1429. године и то у повељи деспота Ђурађа Бранковића. Насеље какво данас познајемо настало је крајем 18. и почетком 19. века. Постоји легенда да је на јужним обронцима Рудника, близу реке Груже, постојало село Белућа и да је из њега у Косовски бој кренуло 77 ратника од којих ниједан није преживео. Све удовице и мајке преминулих ратника су се обукле у црно и од тада је Белућа постала Црнућа.

## Демографија
У насељу Доња Црнућа живи 272 пунолетна становника, а просечна старост становништва износи 42,8 година (41,0 код мушкараца и 44,7 код жена). У насељу има 91 домаћинство, а просечан број чланова по домаћинству је 3,55.
Ово насеље је великим делом насељено Србима (према попису из 2002. године), а у последња три пописа, примећен је пад у броју становника.
|  |

| Демографија | Демографија | Демографија |
| Година      | Становника  | Становника  |
| ----------- | ----------- | ----------- |
| 1948.       | 649         |             |
| 1953.       | 582         |             |
| 1961.       | 521         |             |
| 1971.       | 480         |             |
| 1981.       | 452         |             |
| 1991.       | 381         | 377         |
| 2002.       | 323         | 326         |
| 2011.       | 258         |             |

| Етнички састав према попису из 2002.‍ | Етнички састав према попису из 2002.‍ | Етнички састав према попису из 2002.‍ | Етнички састав према попису из 2002.‍ | Етнички састав према попису из 2002.‍ |
| ------------------------------------ | ------------------------------------ | ------------------------------------ | ------------------------------------ | ------------------------------------ |
|                                      |                                      |                                      |                                      |                                      |
| Срби                                 | Срби                                 |                                      | 322                                  | 99,69%                               |
| Хрвати                               | Хрвати                               |                                      | 1                                    | 0,30%                                |
| непознато                            | непознато                            |                                      | 0                                    | 0,0%                                 |

| Година пописа     | 1948. | 1953. | 1961. | 1971. | 1981. | 1991. | 2002. |
| ----------------- | ----- | ----- | ----- | ----- | ----- | ----- | ----- |
| Број домаћинстава | 122   | 123   | 125   | 120   | 121   | 102   | 91    |

| Број чланова      | 1  | 2  | 3 | 4  | 5  | 6  | 7 | 8 | 9 | 10 и више | Просек |
| ----------------- | -- | -- | - | -- | -- | -- | - | - | - | --------- | ------ |
| Број домаћинстава | 16 | 19 | 9 | 16 | 16 | 11 | 2 | 1 | 0 | 1         | 3,55   |

| Пол    | Укупно | Неожењен/Неудата | Ожењен/Удата | Удовац/Удовица | Разведен/Разведена | Непознато |
| ------ | ------ | ---------------- | ------------ | -------------- | ------------------ | --------- |
| Мушки  | 142    | 52               | 78           | 9              | 3                  | 0         |
| Женски | 141    | 30               | 79           | 31             | 1                  | 0         |
| УКУПНО | 283    | 82               | 157          | 40             | 4                  | 0         |

| Пол    | Укупно                    | Пољопривреда, лов и шумарство | Рибарство                            | Вађење руде и камена | Прерађивачка индустрија       |
| ------ | ------------------------- | ----------------------------- | ------------------------------------ | -------------------- | ----------------------------- |
| Мушки  | 80                        | 27                            | 0                                    | 0                    | 30                            |
| Женски | 50                        | 30                            | 0                                    | 0                    | 14                            |
| УКУПНО | 130                       | 57                            | 0                                    | 0                    | 44                            |
| Пол    | Производња и снабдевање   | Грађевинарство                | Трговина                             | Хотели и ресторани   | Саобраћај, складиштење и везе |
| Мушки  | 2                         | 1                             | 4                                    | 1                    | 7                             |
| Женски | 0                         | 0                             | 1                                    | 0                    | 1                             |
| УКУПНО | 2                         | 1                             | 5                                    | 1                    | 8                             |
| Пол    | Финансијско посредовање   | Некретнине                    | Државна управа и одбрана             | Образовање           | Здравствени и социјални рад   |
| Мушки  | 0                         | 2                             | 2                                    | 3                    | 1                             |
| Женски | 0                         | 0                             | 0                                    | 3                    | 0                             |
| УКУПНО | 0                         | 2                             | 2                                    | 6                    | 1                             |
| Пол    | Остале услужне активности | Приватна домаћинства          | Екстериторијалне организације и тела | Непознато            | Непознато                     |
| Мушки  | 0                         | 0                             | 0                                    | 0                    | 0                             |
| Женски | 1                         | 0                             | 0                                    | 0                    | 0                             |
| УКУПНО | 1                         | 0                             | 0                                    | 0                    | 0                             |

## Познате личности
- Добрица Ерић